# Megalurus
Megalurus es un género de aves paseriformes perteneciente a la familia Locustellidae. Anteriormente se clasificaba en la familia Sylviidae. El género se distribuye por Asia y Oceanía, desde el norte de China y Japón, a India en el oeste, y Australia por el sur, llegando hasta Nueva Zelanda por el este. La mayoría de sus especies se encuentran completa o parcialmente en los trópicos.

## Especies
El género contiene las siguientes especies:
- Megalurus timoriensis – yerbera leonada;
- Megalurus macrurus – yerbera papúa;
- Megalurus palustris – yerbera palustre;
- Megalurus albolimbatus – yerbera del Fly;
- Megalurus gramineus – yerbera chica;
- Megalurus punctatus – yerbera maorí;
- Megalurus rufescens – yerbera de las Chatham (†);
- Megalurus carteri – yerbera del spinifex;
- Megalurus cruralis – yerbera parda;
- Megalurus mathewsi – yerbera de Mathews.